# Irene Kwambai Kipchumba
Irene Kwambai Kipchumba (* 25. Oktober 1978) ist eine kenianische Langstreckenläuferin.

## Leben
Bei den Crosslauf-Weltmeisterschaften 2000 wurde sie Elfte. 2004 kam sie bei den Crosslauf-Weltmeisterschaften auf den 34. Platz und siegte bei der Cursa Bombers. Bei den Leichtathletik-Afrikameisterschaften 2004 errang sie die Silbermedaille über 10.000 m.
2005 wurde sie bei den Crosslauf-Weltmeisterschaften erneut Elfte und verteidigte ihren Titel bei der Cursa Bombers mit der schnellsten 10-km-Zeit auf spanischem Boden. Bei den Leichtathletik-Weltmeisterschaften in Helsinki wurde sie über 10.000 m Zehnte.
Im Jahr darauf gewann sie den Humarathon über die Halbmarathondistanz, bei dem sie schon 2001 siegreich gewesen war, und die 15 km von Le Puy-en-Velay. 2007 holte sie über 10.000 m Bronze bei den Panafrikanischen Spielen in Algier und triumphierte beim Grand Prix von Prag.
Jeweils zweiten Plätzen beim Singelloop Utrecht 2008 und beim Prag-Halbmarathon 2009 folgten 2010 ein vierter Platz beim Prag-Halbmarathon und ein dritter beim Hannover-Marathon.

## Persönliche Bestzeiten
- 1 Meile: 4:38,02 min, 2. September 2003, Lüttich
- 3000 m: 8:46,38 min, 15. August 2003, Zürich
- 5000 m: 14:49,32 min, 2. Juni 2006, Oslo
- 10.000 m: 30:55,67 min, 17. Juni 2005, Utrecht
- 10-km-Straßenlauf: 31:25 min, 3. April 2005, Barcelona
- Halbmarathon: 1:09:27 h, 28. März 2009, Prag
- Marathon: 2:33:09 h, 8. Mai 2011, Hannover